# 陶球元
陶球元（ド・クウォン、朝鮮語: 도구원）は、中国元朝の文官であり、朝鮮氏族の順天陶氏の始祖である。
中国元朝の進士として、高麗忠烈王に降嫁された荘穆王后の師父として高麗に入国した。その後、順天に定着した。